# Eigenamt

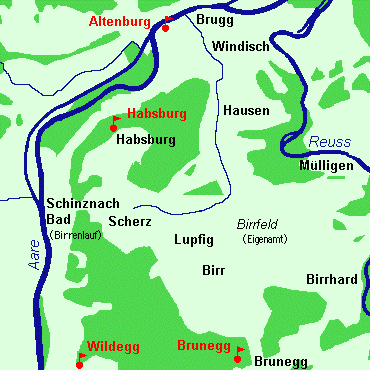
Přibližný rozsah Eigenamtu, prvního panství Habsburků, v 11. až 13. století, na dnešní mapě (např. lesy tehdy pokrývaly mnohem větší část území)

Eigenamt je středověké území v dnešním švýcarském kantonu Aargau, které bylo prvním panstvím Habsburgů a jejich předků. Toto jméno mu dali Habsburgové, je složeno z německého eigen (česky vlastní) a Amt (úřad ve smyslu výkon práva).
Eigenamt leží jižně od města Bruggu mezi řekami Aaare a Reuss, jihozápadně od jejich soutoku. Toto území, které se dnes se nazývá Birrfeld, tvoří obce Birr, Birrhard, Brugg, Brunegg, Habsburg, Hausen, Lupfig, Mülligen, Scherz, Schinznach-Bad (dříve Birrenlauf) a Windisch.

## Historie
V 11. až 13. století zde Habsburkové – v okolí svého sídla hradu Habsburgu – získali téměř všechna panská práva – zemská, soudní a desátková. Kolem roku 1200 byl Brugg povýšen na samostatné město a z panství vyňat.
V roce 1397 darovali Habsburkové část panských práv v Eigenamtu klášteru Königsfelden ve Windischi.
V roce 1415 město Bern dobylo západní území dnešního kantonu Aargau, tzv. Bernský Aargau, včetně Eigenamtu, čímž v něm Habsburkové pozbyli veškerých práv.
Bernští v roce 1528 podrobili svá poddanská území reformaci, zrušili také klášter Königsfelden a převzali i jeho práva nad Eigenamtem. Klášter sám se stal sídlem zemského správce a Eigenamt byl přejmenován na vrchnostenský kraj (správcovství) Königsfelden. Díky výnosným polnostem tento kraj platil za nejlukrativnější bernské správcovství.
I toto správcovství bylo po vyvolání Helvetské republiky v roce 1798 zrušeno. Jméno Eigenamt ale i nadále označovalo tento kraj, až přešlo do dnešního označení Birrfeld.